# Allium baytopiorum
Allium baytopiorum är en amaryllisväxtart som beskrevs av Fania Weissmann- Kollmann och Neriman Özhatay. Allium baytopiorum ingår i släktet lökar, och familjen amaryllisväxter. Inga underarter finns listade i Catalogue of Life.